# عمو فوتبالی
عمو فوتبالی فیلمی به کارگردانی و نویسندگی سعید مطلبی محصول سال ۱۳۵۴ ایران است.

## خلاصه داستان
نسیم (ایرج قادری) و ممد بوقی (محمد بوقی) از طرفداران پر و پا قرص فوتبال هستند...

## بازیگران
- ایرج قادری
- گلی زنگنه
- امین امینی
- بهمن مفید
- منوچهر خیرخواه
- محمد بوقی